# Euproctis ochacantha
Euproctis ochacantha är en fjärilsart som beskrevs av Collenette 1949. Euproctis ochacantha ingår i släktet Euproctis och familjen tofsspinnare. Inga underarter finns listade i Catalogue of Life.